# ماريا شو
ماريا شو (بالإسبانية: María Shaw)‏ هي مبارزة بالسيف إسبانية، ولدت في 31 يناير 1939 في قرطبة في إسبانيا.

## وصلات خارجية
- ماريا شو على موقع أوليمبيديا (الإنجليزية)